# Ramp (Band)
Ramp ist eine portugiesische Groove- und Thrash-Metal-Band aus Seixal, die im Jahr 1989 gegründet wurde. Der Bandname setzt sich aus den Anfangsbuchstaben der Vornamen der Gründungsmitglieder Ricardo, António, Miguel und Paulo zusammen.

## Geschichte
Die Band wurde im Jahr 1989 von Gitarrist Ricardo Mendonça und Sänger Rui Duarte gegründet. Im selben Jahr folgte der erst Auftritt als Vorband für Mortífera und The Coven. Mortífera-Bassist João Saps sollte später Miguel ersetzen. Danach nahm die Band ein Demo auf, das sie an verschiedene Labels schickten, um einen Vertrag zu erreichen. Im Jahr 1992 folgte die EP Thoughts über PolyGram. Für die Lieder Try Again, Last Child und Thoughts wurden außerdem Musikvideos erstellt. Nachdem der EP drei weitere Lieder hinzugefügt wurden, erschien Thoughts im CD-Format als Album über PolyGram. In der Folgezeit schlossen sich diverse Auftritte an, wobei die Gruppe auch als Vorband für Sepultura spielte.
Im Jahr 1995 erschien über União Lisboa das zweite Album Intersection. Das dritte Album Evolution, Devolution, Revolution wurde in Nottingham in den Square Studios mit Produzent Simon Efemey. Das Album erschien gegen Ende 1998. Für die Lieder Old Times und For a While wurden außerdem Musikvideos aufgenommen. Gegen Ende des Folgejahres erschien das Live-Doppelalbum Ramp…Live. Das Album enthielt Live-Aufnahmen von ihrer Jubiläumsshow zu ihrem zehnjährigen Bestehen. Bildmaterial hiervon wurde später für das Musikvideo How benutzt. Im Jahr 2003 erschien das nächste Studioalbum Nude über Paranoid Records. Im Jahr 2005 veröffentlichte die Band eine EP, die eine Coverversion von Duran Durans Planet Earth und Anjinho da Guarda von António Variações enthielt. Außerdem war das neue Lied You Make Me enthalten. Im selben Jahr spielte die Band auch zusammen mit Gruppen wie Metallica, Iron Maiden, Tool, Sepultura, Alice Cooper, Fear Factory, Motörhead, Paradise Lost, Slayer, Manowar, Angra, Ill Niño, Kittie, Drowning Pool, The Exploited, Fudge Tunnel, Benediction, Dismember, Ratos de Porão, Rollins Band, Monster Magnet und Sadist. Im Jahr 2009 erschien über Metrodiscos das Album Visions. Ihr neustes Studioalbum, Insidiously, wurde 2022 über Rastilho Records veröffentlicht.

## Stil
Die Band spielte am Anfang ihrer Karriere reinen Thrash Metal. Bei späteren Veröffentlichungen näherte sie sich immer stärker dem Groove Metal an.

## Diskografie

### Alben
- Thoughts (1992, PolyGram)
- Intersection (1995, União Lisboa)
- Evolution, Devolution, Revolution (1998, Farol Música)
- Ramp…Live (Livealbum, 1999, Farol Música)
- Nude (2003, Paranoid Records)
- Visions (2009, Metrodiscos)
- XXV 1988–2013 (Kompilation, 2013)
- Insidiously (2022, Rastilho Records)

### EPs
- Thoughts (1992, PolyGram)
- Planet Earth (2005, Paranoid Records)

### Singles
- The Last Child (1992, PolyGram)
- Black Tie (1996, União Lisboa)
- Old Times (1998, Farol Música)
- Hallelujah (1998, Farol Música)
- Alone (2003, Paranoid Records)